# Corbulipora inopinata
Corbulipora inopinata är en mossdjursart som beskrevs av Bock och Cook 1998. Corbulipora inopinata ingår i släktet Corbulipora och familjen Cribrilinidae. Inga underarter finns listade i Catalogue of Life.